# TOMP-API
TOMP-API（トンプ・エーピーアイ、Transport Operator – MaaS Provider API）は、モビリティサービスプロバイダー（MaaS Provider）と交通運行事業者（Transport Operator）の間で、サービス連携や予約、支払いなどの情報をやり取りするための標準API仕様である。オランダを中心に策定が進められており、オランダ政府（インフラ・水管理省）によって支援されているTOMPワーキンググループ（TOMP Working Group）によって開発・維持されている。

## 概要
TOMP-APIは、MaaS（Mobility as a Service）の実現に必要な技術的基盤のひとつであり、異なるモビリティサービス（例：シェアサイクル、ライドシェア、鉄道、バス、カーシェアなど）を統合的に扱うアプリケーションやプラットフォームが、各事業者のデータや機能にアクセスするための共通インターフェースを提供する。
この仕様は、オランダで2018年に発案され、その後欧州各国に拡大した。欧州委員会が推進する統合モビリティ政策とも連携しており、相互運用性とベンダーロックインの回避を重視して設計されている。データの標準化とAPIインターフェースの統一によって、マルチモーダルな経路検索、予約、決済、利用後のフィードバックまで、MaaSに必要な主要機能をカバーしている。

## 主なモジュール
TOMP-APIは以下のようなモジュールに分かれている。
- Planning：経路検索、サービス可用性の確認
- Booking：予約、キャンセル、変更
- Trip Execution：利用開始、終了の通知
- Payment：料金計算、支払い処理
- Support：サポートや問い合わせ対応
- Meta：事業者やサービスの基本情報取得

## 背景と目的
モビリティ市場では、各事業者が独自のAPIやプロトコルを持っているため、MaaS事業者が複数の交通手段を一つのアプリに統合するには高い開発コストと複雑性が生じていた。TOMP-APIはこの問題を解決するため、共通仕様によって開発の効率化とスケーラビリティの向上を目的としている。

## 採用と展開
オランダをはじめとする欧州各国の都市やモビリティ事業者で採用が進んでおり、TOMP-APIはEU域内のMaaS標準化プロジェクトとの連携も視野に入れている。また、API仕様はオープンソースで公開されており、誰でも利用・実装が可能である。